# Stenbergmania albomaculalis
Stenbergmania albomaculalis là một loài bướm đêm trong họ Erebidae.